# San Sebastián (Ribera)
San Sebastián era un cuadro del pintor español José de Ribera, firmado y fechado en 1636 y pintado al óleo sobre lienzo. Era parte de las colecciones del Museo Kaiser Friedrich de Berlín. En mayo de 1945 quedó destruido, junto a cientos de otras obras de arte, durante el incendio de la torre de defensa antiaérea Flakturm Friedrichshain de Berlín, lugar al que se había trasladado el cuadro para su protección durante los meses finales de la Segunda Guerra Mundial. No se tiene la absoluta certeza de su destrucción a causa de los saqueos que acompañaron el incendio y de la actitud del ejército soviético durante aquellos días, si bien se considera prácticamente seguro.

## Historia
Se cree que el cuadro pertenecía originariamente a la iglesia de San Pascual Bailón de Madrid. Hasta 1821 estuvo en la colección del empresario británico afincado en Berlín Edward Solly. Posteriormente fue parte de la colección del empresario alemán Barthold Suermondt, en Aquisgrán, hasta 1874, momento en el que la obra pasó por compra, junto a una gran parte de la colección Suermondt, a la Gemäldegalerie de Berlín. Tras la inauguración en 1904 del Museo Kaiser Friedrich, en el cual se integró la Gemäldegalerie, el cuadro pasó a ser parte de sus colecciones. Como ya se ha mencionado, el cuadro se perdió en mayo de 1945, en el incendio de la torre de defensa antiaérea Flakturm Friedrichshain de Berlín, lugar al que habían sido trasladadas para su protección cientos de obras de arte del Museo Kaiser Friedrich, incluido el San Sebastián de Ribera. No obstante, unas pocas de las obras que se creyeron destruidas en ese incendio han ido reapareciendo posteriormente, casi todas en Rusia, y por este motivo no puede afirmarse con total seguridad que el cuadro quedara destruido en esa ocasión, aunque se considera prácticamente seguro.

## Análisis de la obra
La pérdida de la obra original obliga a juzgarla a través de las fotografías en blanco y negro que han llegado hasta la actualidad. Este hecho dificulta la apreciación de dos importantes aspectos del cuadro: el modelado de la elegante figura de san Sebastián y el entorno de la figura, iluminado a la luz de la luna. Ambos aspectos aparecen ya mencionados en una guía alemana del Museo Kaiser Friedrich de 1911 que comentaba el San Sebastián de Ribera con las siguientes palabras: la esbelta figura del santo «es refinada en la disposición y al mismo tiempo excelente en dibujo y modelado; ningún contemporáneo en Italia se acerca siquiera. Además, la iluminación aquí es de un efecto casi mágico y la expresión es tan delicada e íntima que recuerda a las obras tardías de Rembrandt.»
Esta mágica iluminación apenas puede apreciarse en las fotografías, en las que cuesta percibir el paisaje iluminado bajo el claro de luna en el lado derecho del cuadro, que debió ser notabilísimo. La figura del santo, examinada con atención, muestra un modelado obtenido a través de sutiles gradaciones de luz y sombra, que el artista parece haber obtenido «gracias a un refinado juego de variaciones tonales que pone de relieve el preciosismo extremo de los materiales cromáticos, exactamente como en otros ejemplos de la apertura de Ribera a la manera de Van Dyck y su escuela”, lo cual resulta característico de la evolución del artista en el momento en el que el cuadro fue pintado: 1636.

## Posible dibujo preparatorio en la Universidad de Indiana

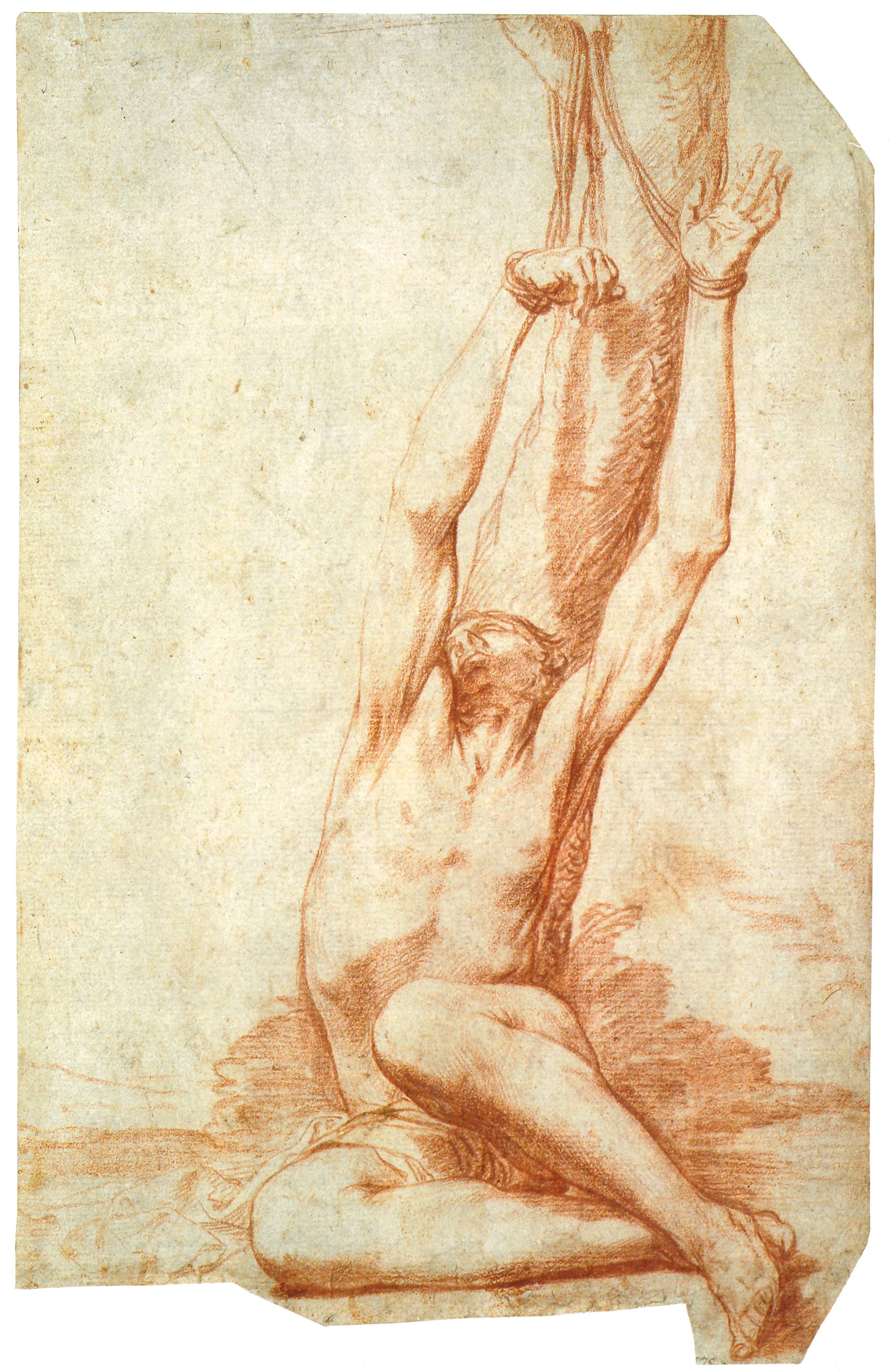
San Sebastián sentado y atado a un árbol, hacia 1626-1630, sanguina, 256 x 165 mm, Museo de Arte Eskenazi de la Universidad de Indiana, Bloomington.

El Museo de Arte Eskenazi de la Universidad de Indiana conserva un dibujo original de Ribera con una composición muy similar a la del cuadro desaparecido. Es tal vez el más bello de la aproximadamente una decena de dibujos de Ribera de hombres atados que habitualmente se identifican como san Sebastián, a pesar de que la mayoría de ellos no van acompañados de los elementos iconográficos propios del santo. El artista repite algunas fórmulas comunes a otros dibujos de esta tipología, como los brazos extendidos o la inclinación de la cabeza, o detalles tales como la representación de una mano abierta y otra cerrada. El dibujo muestra el talento de Ribera para el dibujo anatómico, mostrando un cuerpo de una gran belleza potenciada por la delicadeza del modelado y por la iluminación, ejecutada con maestría.
La crítica especializada se divide entre relacionar temporalmente el dibujo con otros fechados hacia 1626 (e incluso de hacia 1619-1621), o bien, por la mayor soltura y menor nivel de detallismo, con algunos otros de finales de esa misma década (1629-1630). Tampoco existe consenso entre los especialistas en la obra de Ribera acerca de si se trata principalmente de un simple ejercicio de dibujo anatómico o bien de un dibujo preparatorio para alguna obra, aunque siempre se ha señalado la similitud del esquema compositivo con la del San Sebastián destruido en Berlín en 1945.